# Franziska van Almsicková
Franziska van Almsicková (* 5. dubna 1978, Východní Berlín, Německá demokratická republika, dnes Německo) je bývalá německá plavkyně, dvojnásobná mistryně světa, osmnáctinásobná mistryně Evropy, čtyřnásobná stříbrná olympijská medailistka, od 6. září 1994 do 24. března 2007 držitelka světového rekordu v závodě na 200 metrů volným způsobem (nejdříve časem 1:56:78 min, vylepšeným na ME 2002 1:56:64 min), trojnásobná nejlepší sportovkyně Německa (1993, 1995, 2002), nejlepší plavec světa (1993) a trojnásobný nejlepší plavec Evropy (1993, 1994 a 2002). První olympijské medaile vybojovala již ve čtrnácti letech na Letních olympijských hrách 1992 v Barceloně.
Během plavecké kariéry závodila za klub SC Dynamo Berlin. Aktivní činnost ukončila ve dvaceti šesti letech na Letních olympijských hrách 2004 v Athénách.
V soutěži z roku 2003 o největšího Němce historie nazvané Naši nejlepší se umístila na 137. místě. 7. ledna 2007 porodila syna Dona Huga.